# Ambohimahamasina
Ambohimahamasina is een stad in Madagaskar, gelegen in de regio Haute Matsiatra in het district Ambalavao.

## Geschiedenis
Tot 1 oktober 2009 lag Ambohimahamasina in de provincie Fianarantsoa. Deze werd echter opgeheven en vervangen door de regio Haute Matsiatra. Tijdens deze wijziging werden alle autonome provincies  opgeheven en vervangen door de in totaal 22 regio's van Madagaskar.